# Agência (filosofia)
Agência (do latim agentia), em sentido filosófico, é a capacidade de um agente intervir no mundo. A agência é considerada pertinente aquele agente, mesmo se tal agente representa um personagem fictício ou alguma entidade não-existente. A capacidade de agir não implica, a princípio, numa dimensão moral específica para a capacidade de optar pela ação. A agência moral expressa questões deste tipo.

## Agência humana
A agência humana é a capacidade dos seres humanos em fazer escolhas e impor estas escolhas ao mundo. Ela é normalmente contrariada por forças da natureza, as quais são causas que envolvem somente processos deterministas não-conscientes.
Neste aspecto, difere sutilmente do conceito de livre arbítrio, a doutrina filosófica de que nossas escolhas não são o produto de cadeias causais, mas são significativamente livres ou indeterminadas. A agência humana implica a afirmação  incontroversa de que os seres humanos tomam decisões e as representam no mundo. Como os humanos tomam estas decisões, por livre escolha ou outro processo, é um outro assunto.
A capacidade de um ser humano em agir como um agente é pertinente àquela pessoa, embora considerações das conseqüências fluindo dos atos particulares da agência humana para nós e outros possam posteriormente serem pensados como um componente moral investido numa dada situação onde o agente tenha atuado, e assim, envolver a agência moral. Se uma situação é uma conseqüência de uma tomada de decisão humana, as pessoas podem ter a obrigação de aplicar julgamentos de valor às conseqüências de suas decisões, e assumir a responsabilidade por elas. A agência humana dá ao observador o direito de perguntar isto deveria ter acontecido? de forma que não faça sentido em circunstâncias que não envolvam a tomada de decisão humana, como, por exemplo, no impacto do cometa Shoemaker-Levy 9 contra Júpiter. 
Em algumas tradições filosóficas (particularmente aquelas estabelecidas por Hegel e Marx), a agência humana é antes uma dinâmica histórica coletiva do que uma função que emerge do comportamento individual. O Geist de Hegel e a classe universal de Marx são expressões idealistas e materialistas desta ideia de seres humanos tratados como entes sociais, organizados para agir em conjunto.
Um uso similar do termo agência pode ser encontrado na psicologia social, referindo-se à auto-eficácia de uma pessoa, a capacidade de uma pessoa em agir em prol de si mesma.